# Chiesa di San Secondo (Cortazzone, Mongiglietto)
La chiesa di San Secondo si erge su un verde poggio, denominato Mongiglietto, circa un chilometro ad ovest dell'abitato di Cortazzone. Si tratta di un esempio di architettura romanica, risalente all'inizio del XII secolo, notevole per le fantasiose decorazioni scultoree che ornano la parete meridionale, le absidi, ed i capitelli interni. 
La chiesa è tuttora aperta al culto; vi si celebra la festa dedicata a San Secondo d'Asti, patrono di Cortazzone.

## La storia
Non vi sono documenti che attestano la fondazione della chiesa e poche sono anche le notizie sulla sua storia antica. Si è avanzata l'ipotesi che essa fosse in origine parte di un monastero benedettino; si sa che all'inizio del XII secolo era assoggettata ai vescovi di Pavia che avevano infeudato queste terre al Monastero di San Secondo ad Asti. Più tardi, la chiesa divenne ecclesiasticamente dipendente dal vescovo di Asti e funzionò da parrocchiale del borgo che doveva ergersi nelle vicinanze, prima che venisse abbandonato dai suoi abitanti per cercare maggiore sicurezza nelle fortificazioni di Cortazzone.

## La chiesa
La chiesa testimonia, assieme ad altre, la grande fioritura del romanico in Astesana e nel confinante  Monferrato astigiano; essa condivide con la pieve di San Lorenzo a Montiglio Monferrato, di Santa Fede a Cavagnolo, dei Santi Nazario e Celso a Montechiaro d'Asti il bicromatismo delle strutture murarie (dato dall'accostamento del rosso dei mattoni con il biondo dorato dei conci di pietra arenaria, la presenza di capitelli in pietra scolpita, e l'impiego di una notevole varietà di elementi decorativi, quali archetti pensili, semplici ed intrecciati, mensole scolpite, cornici con motivo a scacchiera, ecc:

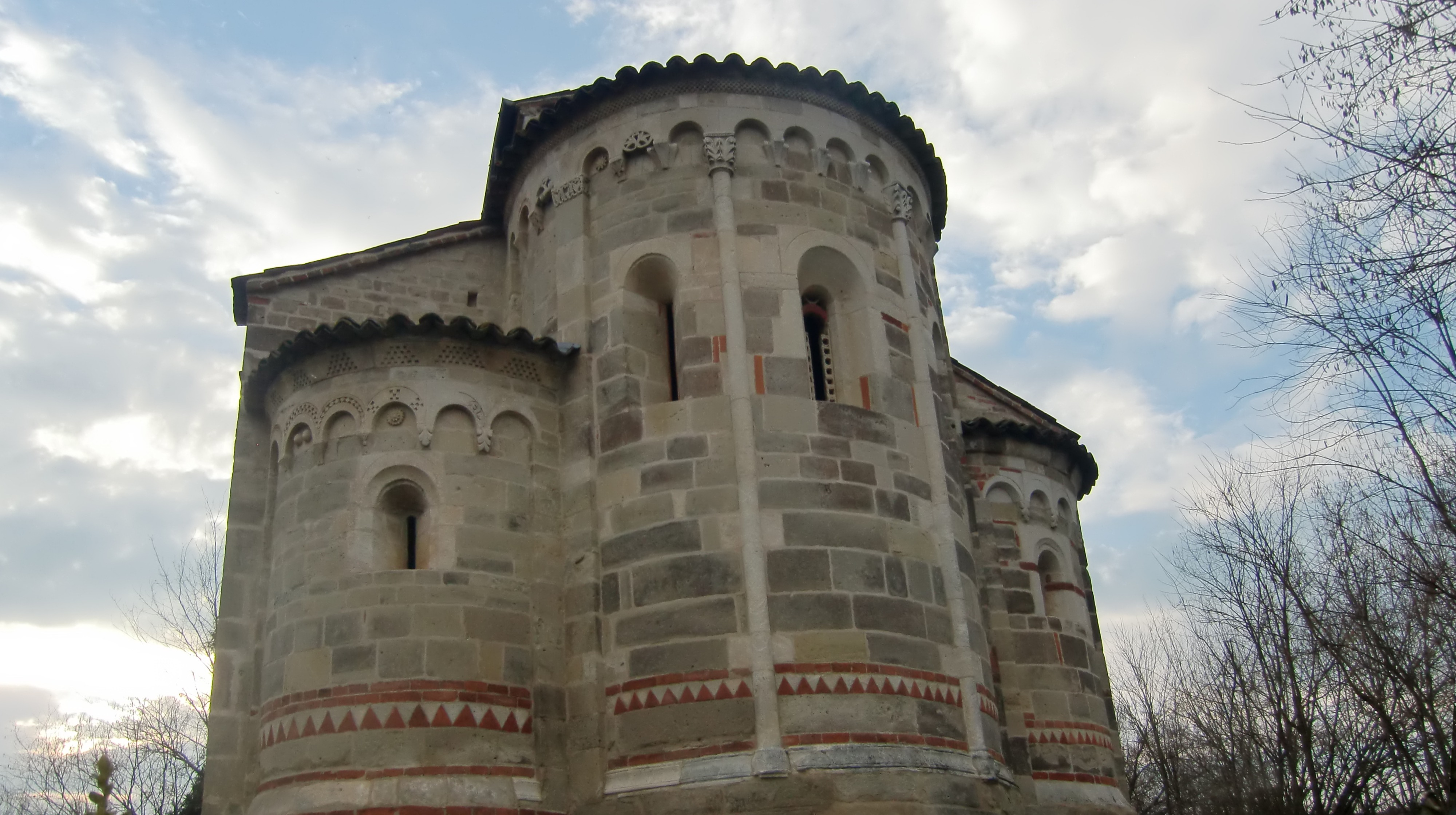
Veduta delle absidi

### Esterno
La chiesa presenta una facciata a salienti; su di essa sono visibili i segni di una tarda soprelevazione realizzata in mattoni al di sopra degli archetti pensili, quanto fu costruito il piccolo campanile a vela posto al suo culmine.
L'apparato decorativo della facciata è alquanto semplice. Il portale è inquadrato in un finto protiro leggermente aggettante e presenta un doppio arco di pietra: sull'arco più esterno trovano posto le figure di un uccello e di una testa umana. Più in alto, tangente all'archivolto, è posta una cornice con motivo a conchiglie (inteso da taluno come riferimento simbolico a San Giacomo ed al Cammino di Compostela, essendo forse l'edificio sul passaggio dei pellegrini che, provenendo dal nord, andavano a ricongiungersi al Cammino); sopra di essa si innalzano due brevi semicolonne che inquadrano la finestra rettangolare, non romanica, aperta con la soprelevazione della facciata.
Due semicolonne poste in corrispondenza delle pareti che dividono la chiesa in tre navate raggiungono in alto la serie di archetti pensili che, prima del rialzo, correva lungo le falde del tetto. 
Rare sono in facciata le raffigurazioni zoomorfe: curiosa, sulla destra, è l'immagine di un uccello a testa in giù, che si aggrappa con le zampe ad uno degli archetti.
Se la facciata (confrontandola ad esempio con la chiesa di Santa Fede a Cavagnolo) appare alquanto spoglia, straordinariamente ricche di decorazioni e raffigurazioni fantastiche sono la parete meridionale e le tre absidi della chiesa.
(Franco Caresio)
Osservando la parete sud della navata minore - nella quale si apre una porta incorniciata da un motivo in cotto a denti di sega - si notano semicolonne, di forma quadrata o cilindrica, che ne scandiscono la superficie raggiungendo in alto la serie di archetti pensili, sovrastate a loro volta da un'ampia fascia con un motivo a scacchiera (a damier) che percorre in orizzontale tutta la lunghezza della parete. Proprio la presenza di tale decorazione ottenuta in arenaria con quadretti alternativamente in rilievo ed incassati (che ricorre nel romanico in terra di Monferrato astigiano) costituisce uno degli elementi che confortano la ipotesi della presenza di maestranze provenienti d'oltralpe.
Particolarmente curiosa sopra la lesena a sinistra della finestra "a occhio", è la raffigurazione, alquanto naif, di una sorta di "aquila imperiale" sormontata da un volto umano.
Ancor più ricca, sempre sul lato sud, è la decorazione in alto della parete della navata maggiore (cleristorio) dove, nei capitelli delle semicolonne addossate, nelle mensoline che reggono gli archetti pensili, nelle lunette da essi racchiuse, nelle ghiere delle monofore aperte sulla parete, si dispiega un repertorio di motivi decorativi che paiono derivare dal libero sfogo della fantasia dei costruttori. Tra le altre cose, si osserva, incisa nella pietra, una scena ingenuamente raffigurante l'accoppiamento tra un uomo ed una donna.
Alquanto suggestive sono le tre absidi semicircolari, sia per l'effetto del bicromatismo di una fascia posta in basso sopra l'alto zoccolo e da una seconda suggestiva fascia a "denti di lupo" che, come la prima, corre in orizzontale lungo le superfici semicircolari, sia per le decorazioni di fantasia presenti all'altezza degli archetti pensili. Curiosa, per citare un esempio, è la presenza sulla sinistra dell'abside maggiore, della scultura di un uomo (forse lo scultore o l'architetto) che sembra acrobaticamente arrampicarsi nell'intradosso di uno degli archetti.
Come consueto nell'architettura romanica, il lato nord della chiesa è quello meno ricco di decorazioni.

### Interno

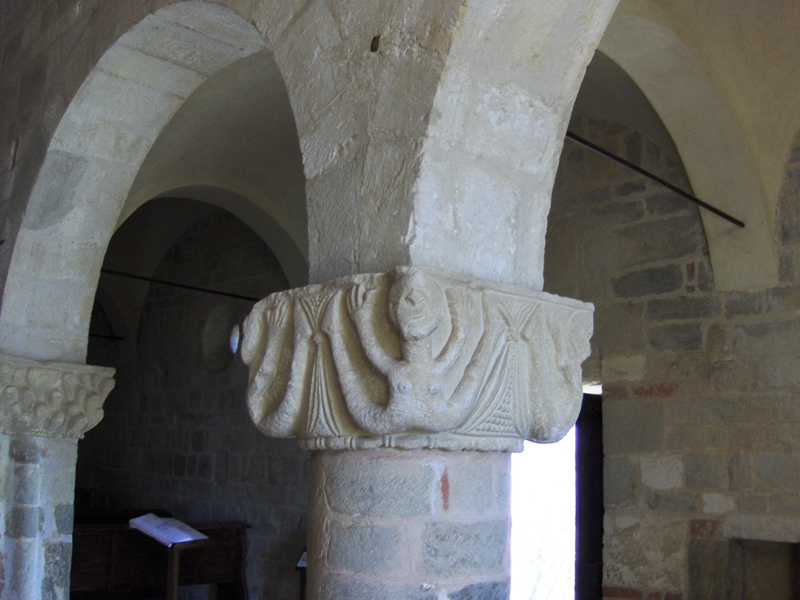
Uno dei capitelli

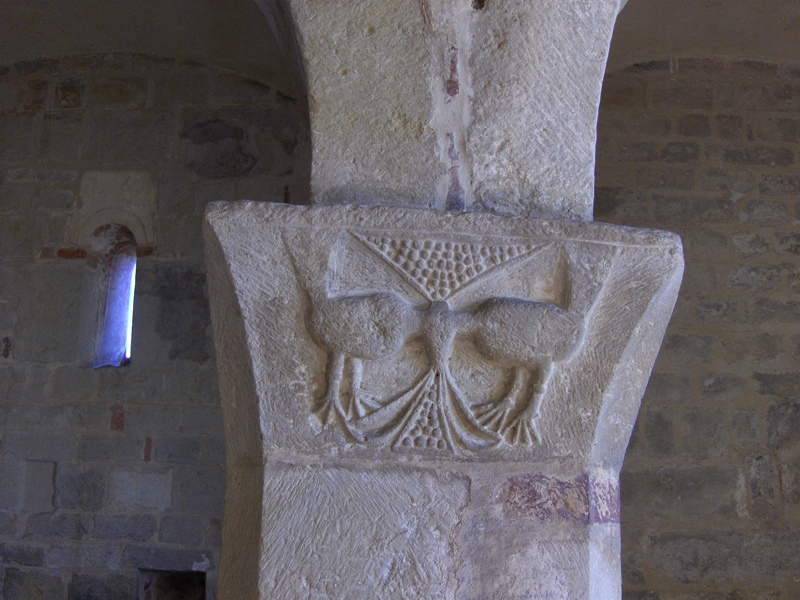
Un altro capitello

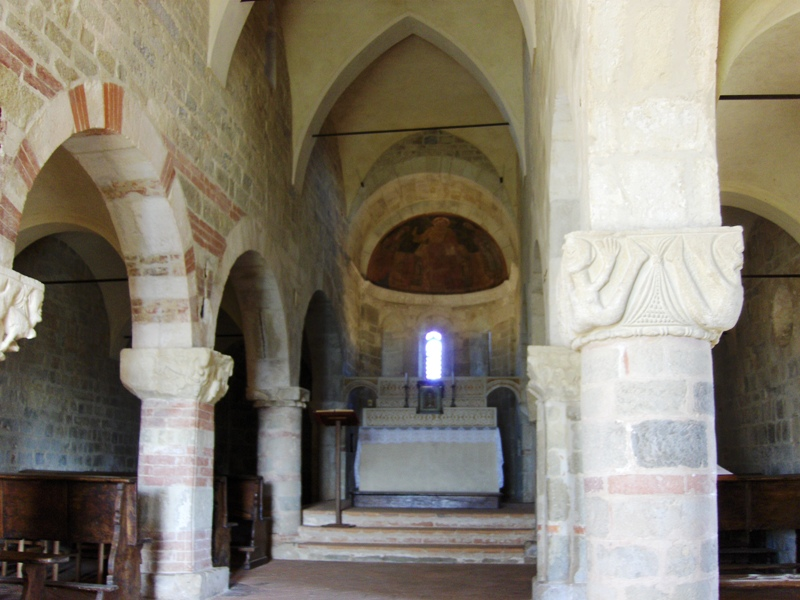
L'interno della chiesa

La chiesa presenta una pianta basilicale con tre navate; la struttura interna è divisa in cinque campate, con archi a tutto sesto e volte a crociera sorrette da tozzi pilastri e da colonne alternati tra loro. 
La volta a crociera rappresenta un tardo rifacimento: è probabile che in origine fosse presente una volta a botte come per la chiesa abbaziale di Cavagnolo e la pieve di San Lorenzo a Montiglio.
Molto suggestive sono le decorazioni dei capitelli, a struttura semplice e lavorati in maniera alquanto grezza, che ornano i pilastri e le colonne. Vi troviamo raffigurato un ampio repertorio di figure fantastiche, sirene a due code, uccelli, tritoni, pesci, cavalli, e simboli quali conchiglie (indicanti forse, come quelle in facciata, il legame della chiesa con i percorsi dei pellegrini), cornucopie e motivi floreali. Le sculture dei capitelli sono in alcuni casi appena abbozzate o non finite, mentre difficile è comprendere l'intento iconografico che sta alla base della loro ideazione.
(Sandro Chierici e Duilio Citi)
Il presbiterio è lievemente rialzato; le tre absidi sono ricoperte da volte a semicatino. Nell'abside centrale è posto un affresco del XIV secolo, restaurato nel 1992, raffigurante Cristo tra San Secondo e San Brunone (o San Siro).

## Galleria d'immagini

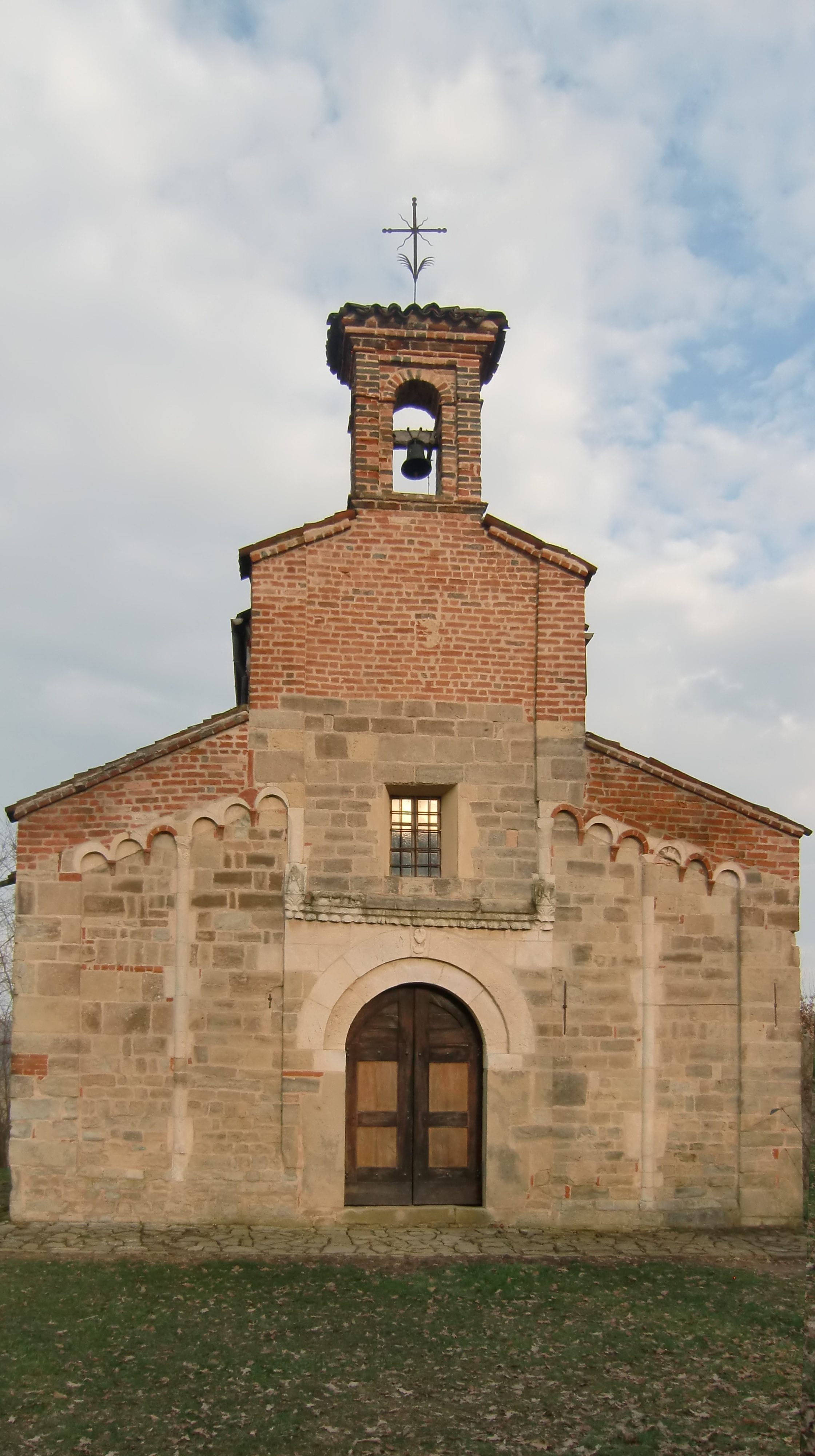
Facciata della chiesa
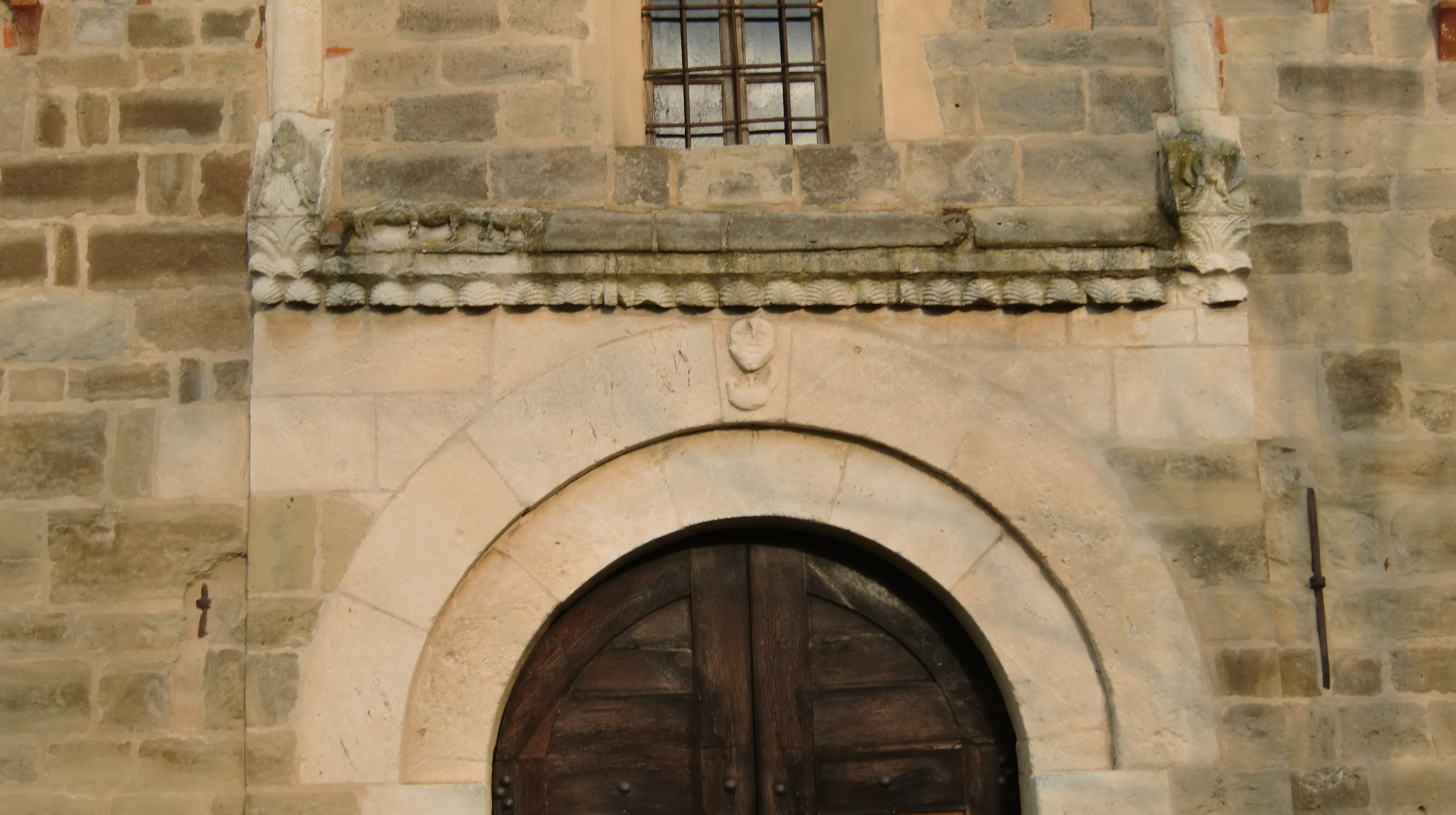
Archivolto del portale e fascia decorata a conchiglie
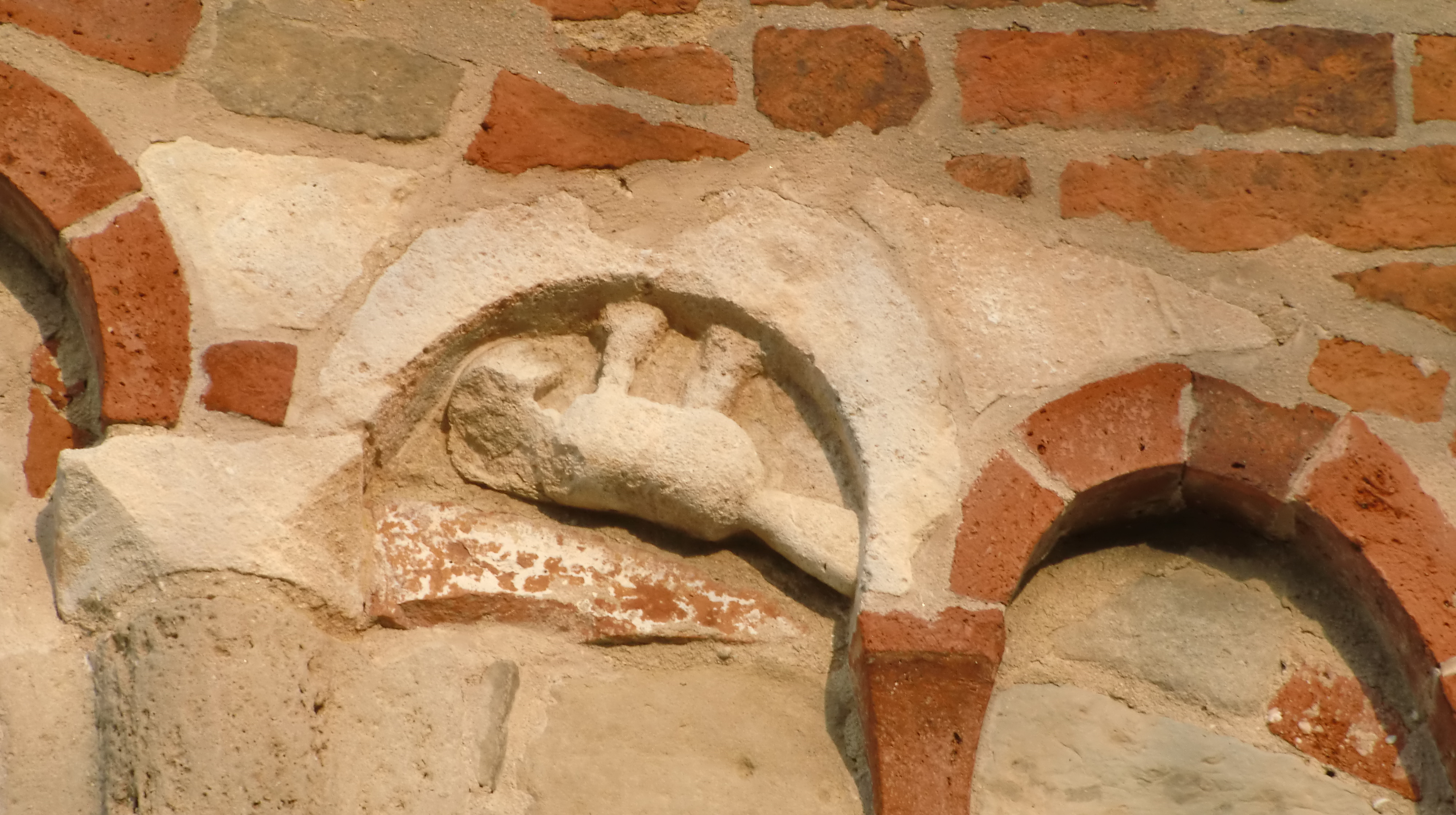
Bicromatismo degli archetti pensili in facciata (e rilievo di uccello a testa in giù)
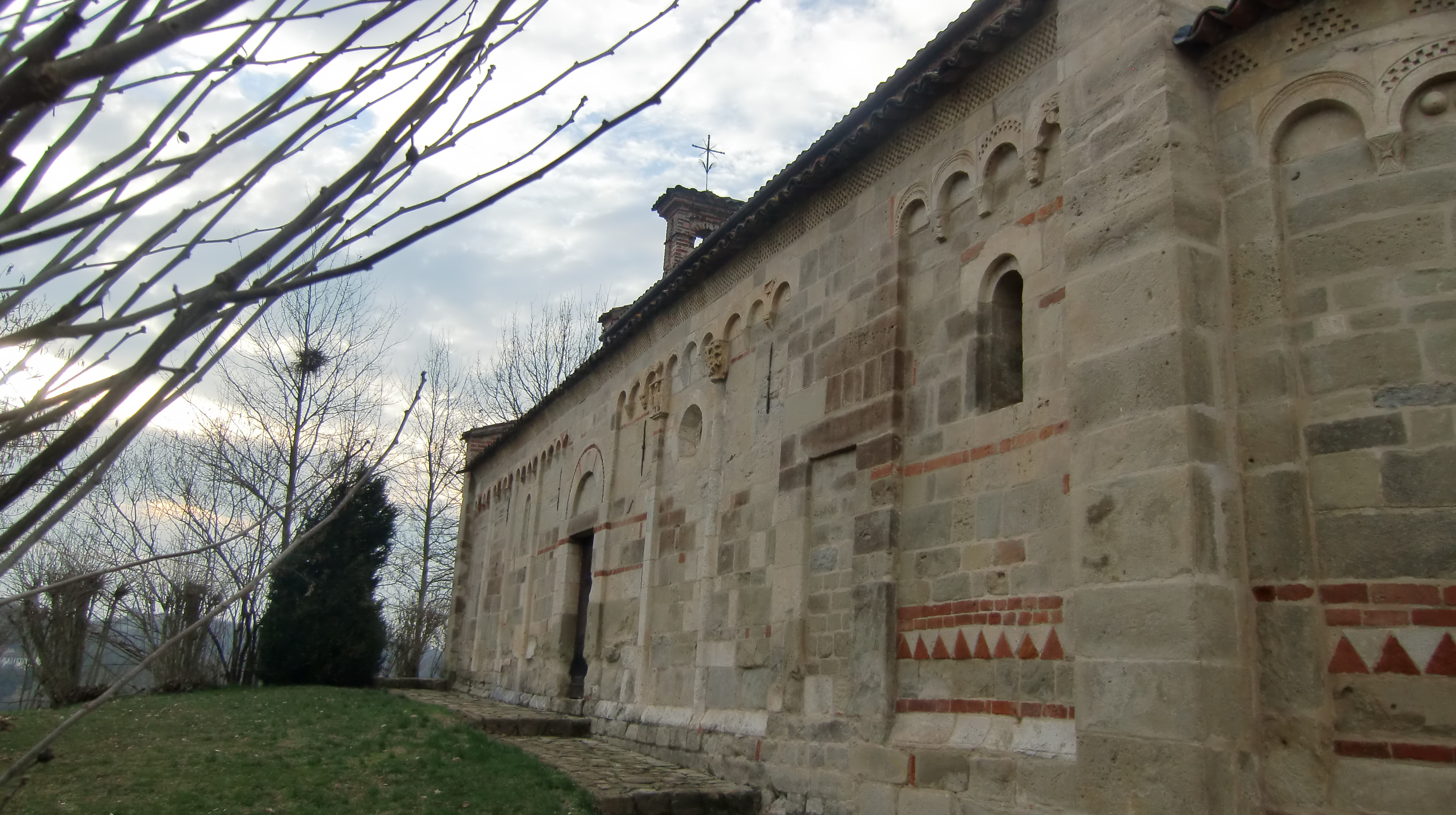
Parete esterna della navata meridionale
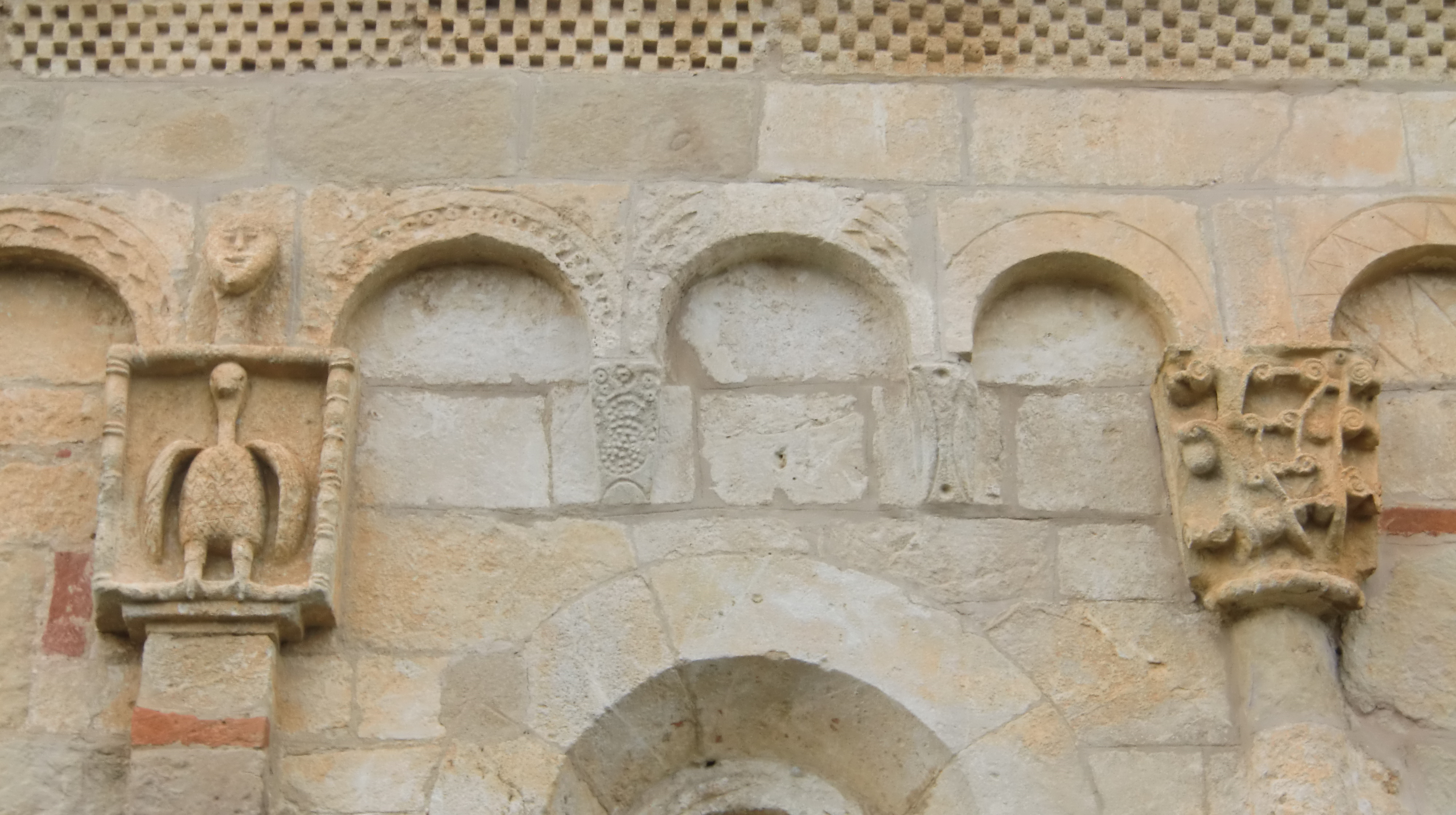
Capitelli sulla parete della navata meridionale
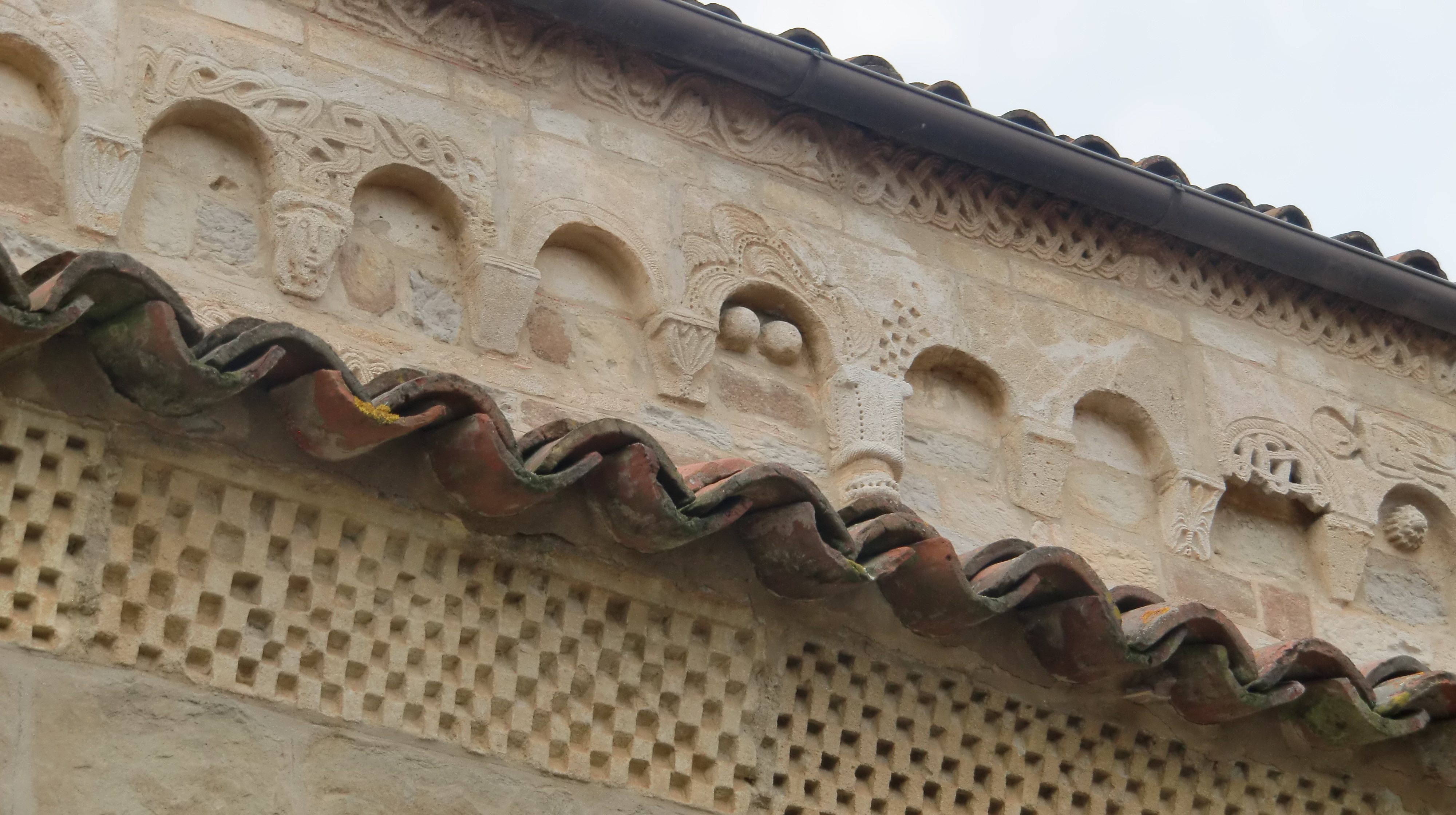
Parete meridionale, motivo a damier e fantasiose decorazioni del cleristorio
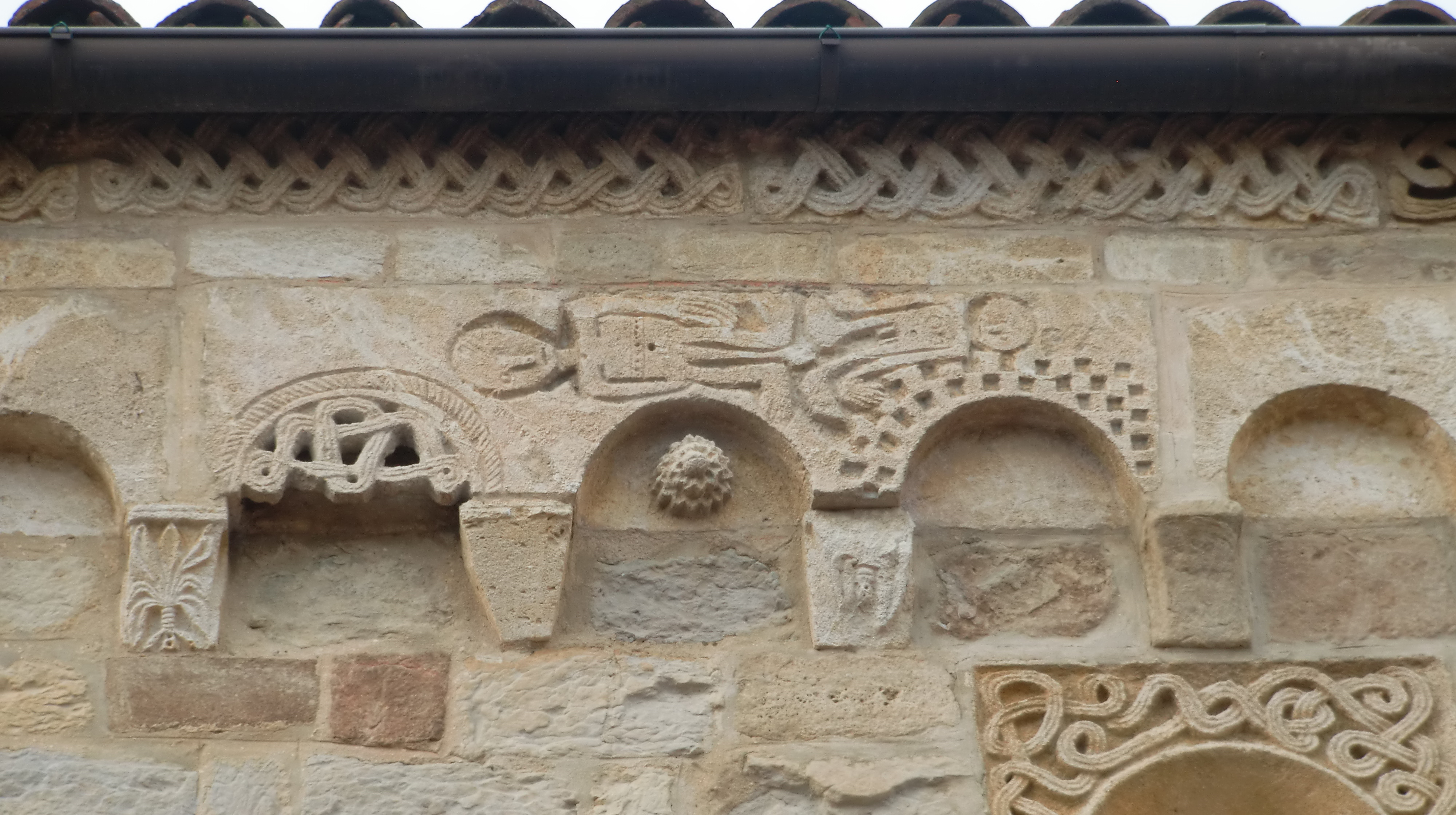
Decorazioni del cleristorio (tra esse la scena di un accoppiamento tra un uomo e una donna)
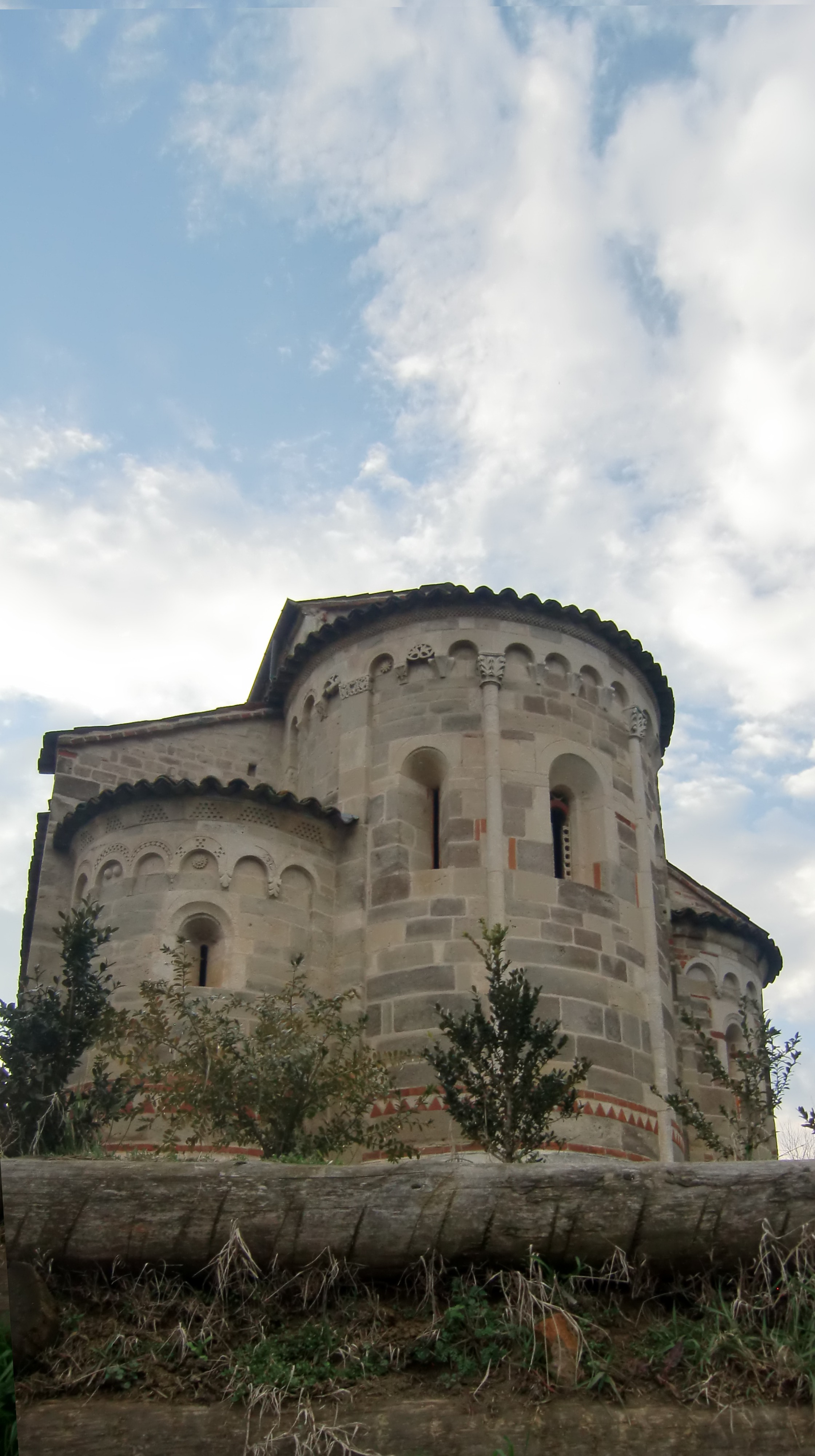
Veduta delle absidi
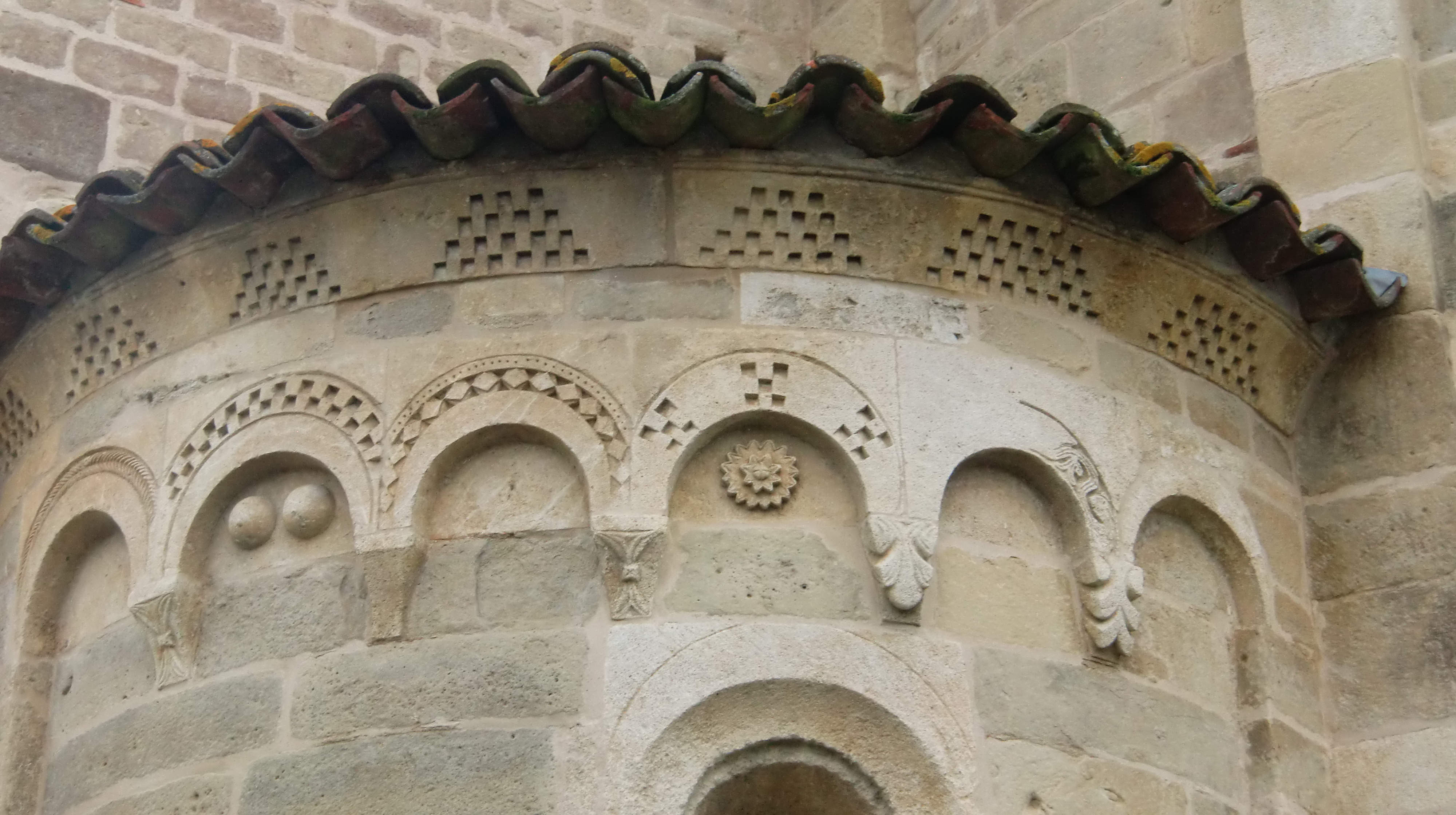
Decorazioni dell'abside meridionale
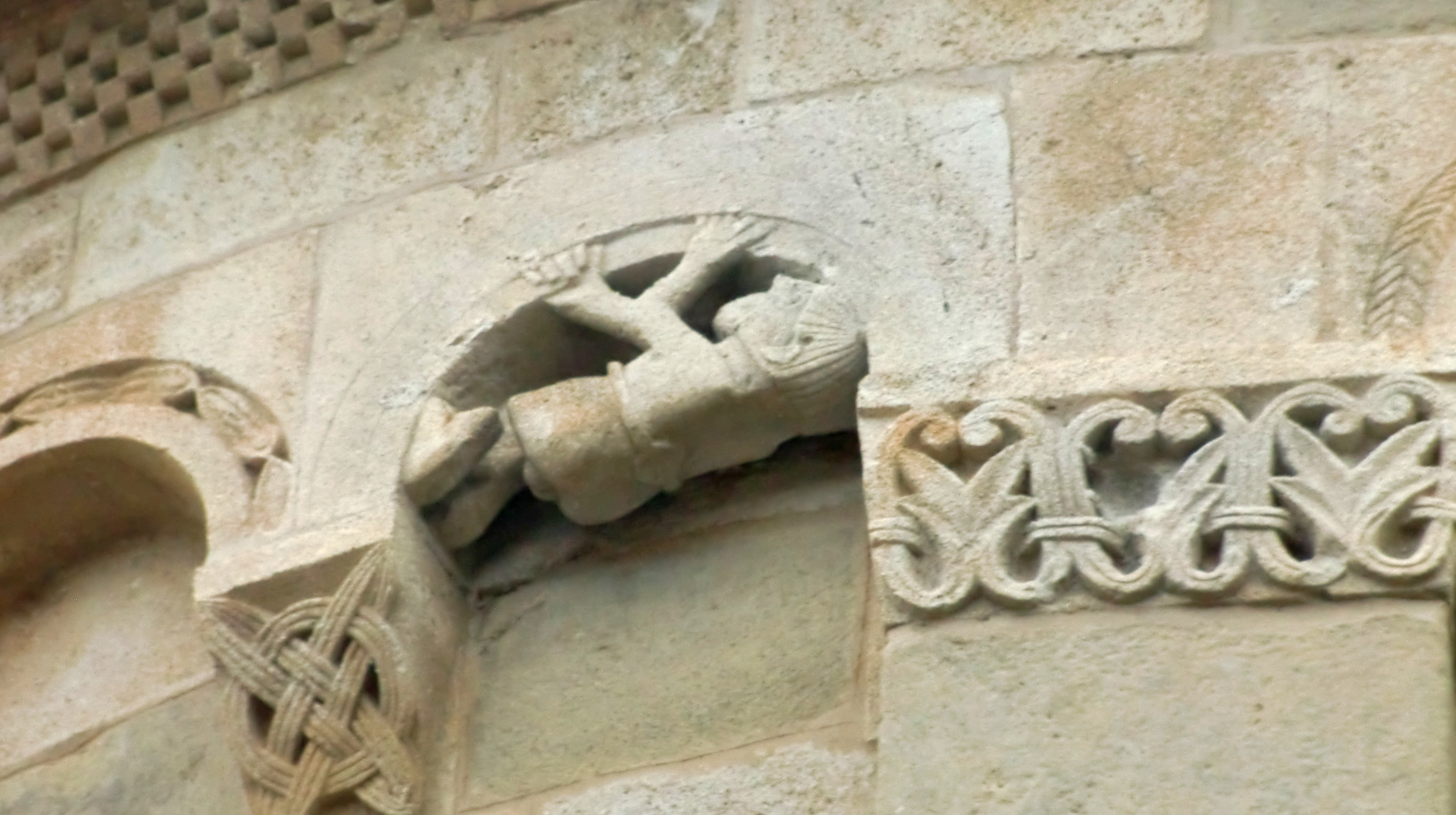
Figura umana tra le decorazioni dell'abside maggiore
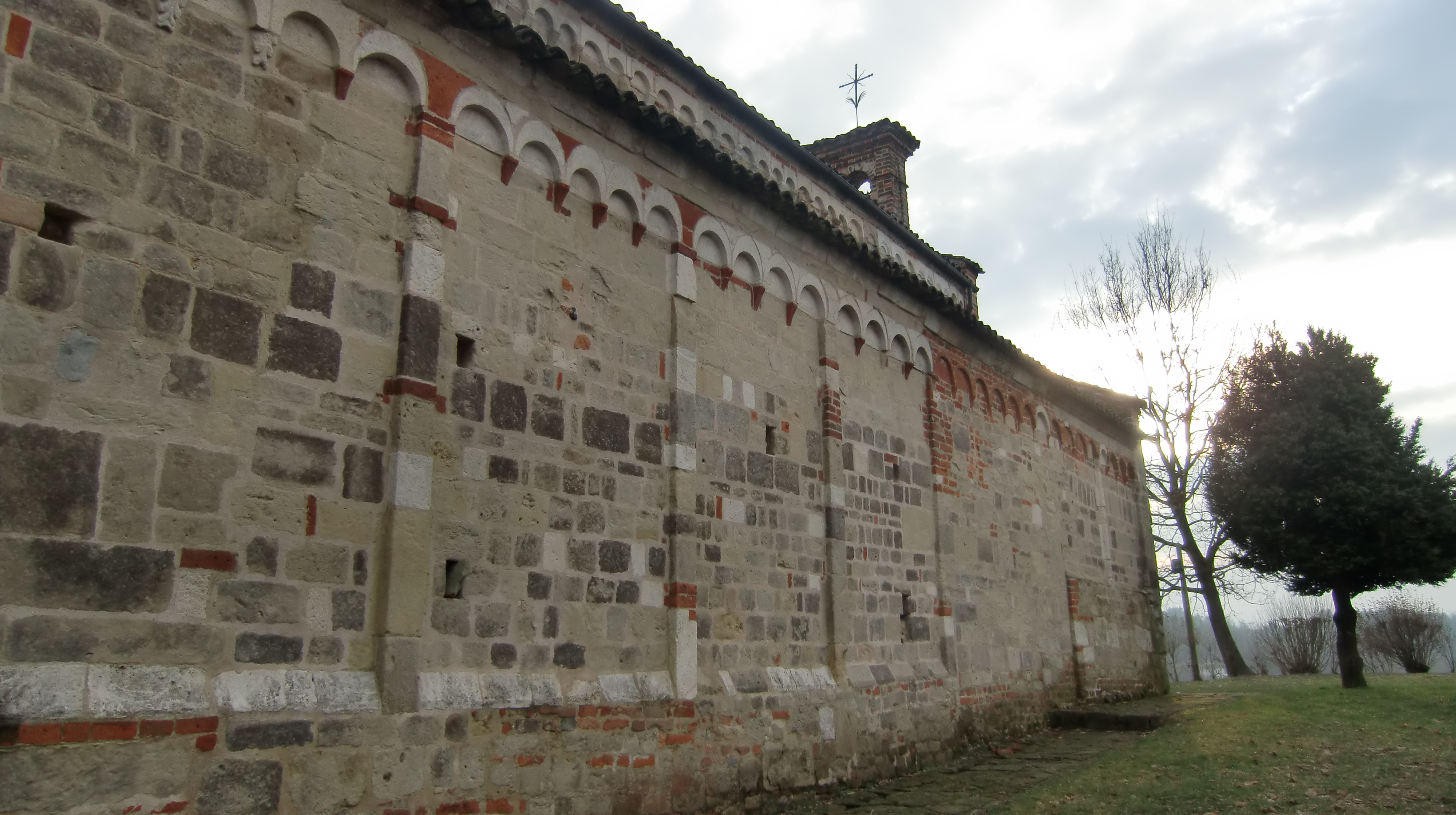
Parete esterna della navata settentrionale